# Carajo

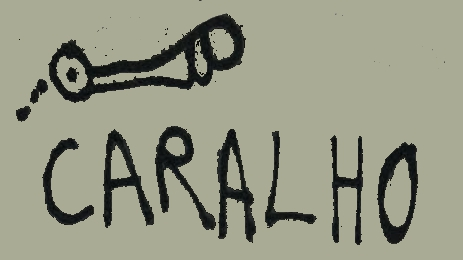
Grafiti en una pared de Lisboa

Carajo es un término del castellano usado para designar el miembro viril. El término tiene equivalentes en el portugués caralho, en el gallego carallo, en el catalán carall y en el asturleonés carayu. Es exclusivo de las lenguas romances de la península ibérica.
Se documenta el uso del término desde al menos el siglo X. Aparece regularmente en las cantigas de escarnio y maldecir de la poesía trovadoresca medieval, con registros también en alguna documentación, además de varios usos antroponímicos y en la toponimia de la península ibérica, en particular de Cataluña, donde destacan los varios carall trempat y, en su versión castificada, caball bernat.
Este uso del término como nombre propio para describir el miembro viril, presente incluso en la documentación oficial, termina con la Contrarreforma. Pasa entonces a ser considerado como obsceno e impropio, connotación que mantiene hasta la actualidad. No obstante, el término mantuvo una increíble vitalidad en las lenguas romances ibéricas. Actualmente se usa con decenas de sentidos diferentes y como medio de expresar las más diversas emociones, como extrañeza, emoción, alabanza y amenaza, aunque en algunas regiones haya perdido su sentido original de miembro viril.
El carajo tiene presencia en la poesía y la literatura modernas, especialmente como disfemismo y elemento provocador y, a veces, como erótico. Ha entrado en el panteón de la mitología brasileña como el caralho-de-asas (carajo con alas), que inspiró un personaje de cómic, el passaralho.

## Etimología
Carajo es voz afín en todas las lenguas románicas hispánicas, por lo que el filólogo y romanista Joan Coromines le supone un origen prerromano y propone en el Diccionario crítico etimológico castellano e hispánico (Coromines y Pascual, 1983) la raíz celta cario para el término.
El romanista e hispanista austríaco Leo Spitzer propuso el étimo latino-vulgar no documentado *caraculum, que sería un diminutivo de charax (καραξ) con el significado de estaca. Este término divide la misma raíz etimológica de carácter, del griego charácter, que en el original en latín significaba hierro para marcar ganado. Lo mismo afirma José Pedro Machado en su Dicionário Etimológico da Lingua Portuguesa  (1967) y da como origen para el término el dicho caraculum, del griego charax, con el significado de estaca, guía para viña.
En oposición a estas hipótesis, el etimologista Christian Schmitt postula la derivación a partir de un étimo griego καρυον ("nuez") a través del latín caryon y de un derivado carálium.
La Real Academia Española considera carajo como de origen incierto. Hubo un tiempo en que se supuso que ese término tenía origen vizcaíno, pero tal suposición se puso en duda, pues ni Cervantes ni Quevedo lo usan una sola vez. Hacia 1970 se propuso que el origen de carajo estaba en una tribu indígena de Brasil. El autor estadounidense Carleton Beals pretendió demostrar en su libro America south (1937) que el sufijo "-ajo" es criollo y no castellano y sitúa el origen del término en la tribu de los carajos evangelizada por el padre José de Anchieta hacia 1530. En una edición anterior a 1965 de su "Diccionario Etimológico", Coromines había propuesto que carajo podría derivar de una aplicación humorística del latín tardío caragius, "brujo".
Álvaro Galmés de Fuentes propone como origen etimológico de los carall-bernat catalanes la raíz preindoeuropea kar, con el significado de "piedra" o "roca", de donde derivaría carall. Balari en sus Orígenes Históricos de Cataluña reproduce esta teoría, ya presente en la obra  Wörterbuch der griechischen Eigennamen (1875) de Wilhelm Pape, según la cual caralis significaría "piedra alta"; hace notar, sin embargo, que en la toponimia catalana las variantes de carajo están asociadas a priapolitos, es decir, roquedos de forma fálica. Balari supone, asimismo, la existencia de una conexión con la ciudad cartaginesa de Caralis, la actual Cagliari, capital de Cerdeña. Coromines también propone una hipótesis semejante según la cual carall derivaría del catalán quer ("peñasco") por un aumentativo querall, que es expresión sobre todo vulgar, con el significado de "miembro erecto y duro como un peñasco". Según Rafael Chacón, estas teorías emanan de un deseo regional de favorecer un origen catalán para el término al forzar un sentido original en carall a partir de los roquedos, cuando lo más probable es que estos fueran así nombrados por tener forma fálica, y no al contrario.

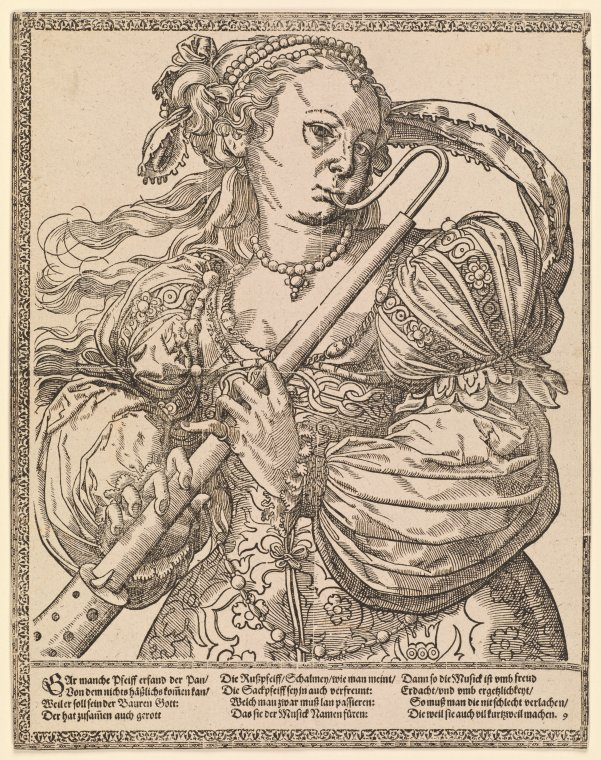
Mujer tocando un tipo de chirimía o caramillo, grabado alemán del siglo XVI

El lingüista gallego Rafael Chacón Calvar propone como mejor hipótesis la raíz indoeuropea cara-, que no solo está en el origen de carácter y caraculum sino también de otras palabras que por su significado le están asociadas, como carámbano, “pedazo de hielo más o menos ancho y puntiagudo”, o el castellano, portugués y gallego caramelo, que en el origen significaba lo mismo que carámbano. También en el castellano caramillo, del latín calamellus, “flautiña de caña o madera de sonido muy agudo”, y otras como garabato, de origen prerromano según la Real Academia Española, y que significa “palo de madera dura formando un gancho en su extremo”, como el carrall bernat catalán, y que pasó al portugués como garavato “palo unido a un gancho” y graveto, "fragmento de rama de árbol". Con el mismo sentido existen los vocablos gallegos garabato y garabullo o garaballo  con el significado de “palo delgado y pequeño usado sobre todo para hacer llama”. El Diccionario de la lengua española da a garabito el significando de "gancho", "garabato", que también significa en algunas zonas castellanas “una especie de gancho con un agujero en la punta que servía para pasar un cordel y así poder atar las cargas de hierba o asfódelos”.
En la raíz cara- persiste la idea de palo con forma más o menos de gancho, lo que puede indicar que carajo, caralho, carallo o carall serían eufemismos para designar metaforicamente al pene a partir de la idea de palo o gancho, el cual se torna rígido al ser estimulado. Rafael Chacón señala que todas las designaciones para el miembro viril parecen ser figurativas y metafóricas, como si hubiera un tabú en torno a la cosa en sí misma pero no a los términos usados para mencionarla, por lo que tal vez nunca sea posible saber cuál es el nombre original o propio de ese miembro. El propio término pene, generalmente visto como la designación culta o científica del carajo, en su original en latín no significaba más que "el rabo o la cola de los cuadrúpedos".
Pese a la variedad de etimologías propuestas, el término carajo tiene muchas posibilidades de ser una creación expresiva que, al concretarse, haría muy difícil su interpretación como eufemismo, dada la facilidad con que este tipo de términos se contaminan de sentidos y asociaciones que, a la vez, deberían evitar. Su uso en la lírica galaico-portuguesa en contextos que denotan una clara intención de "grosero realismo" y su capacidad para generar derivados y antropónimos, muestran una expresividad, una implantación y hasta un carácter festivo más propios de los disfemismos que de los eufemismos. Los varias señales de la presencia del término en la toponimia y en la antroponimia de las varias regiones peninsulares romances, siempre con el mismo sentido y con la misma pauta de uso, son una clara referencia a su expresividad, a la vez que sugieren que su uso en el lenguaje hablado estaba más divulgado de lo que se podría pensar.

## Uso histórico

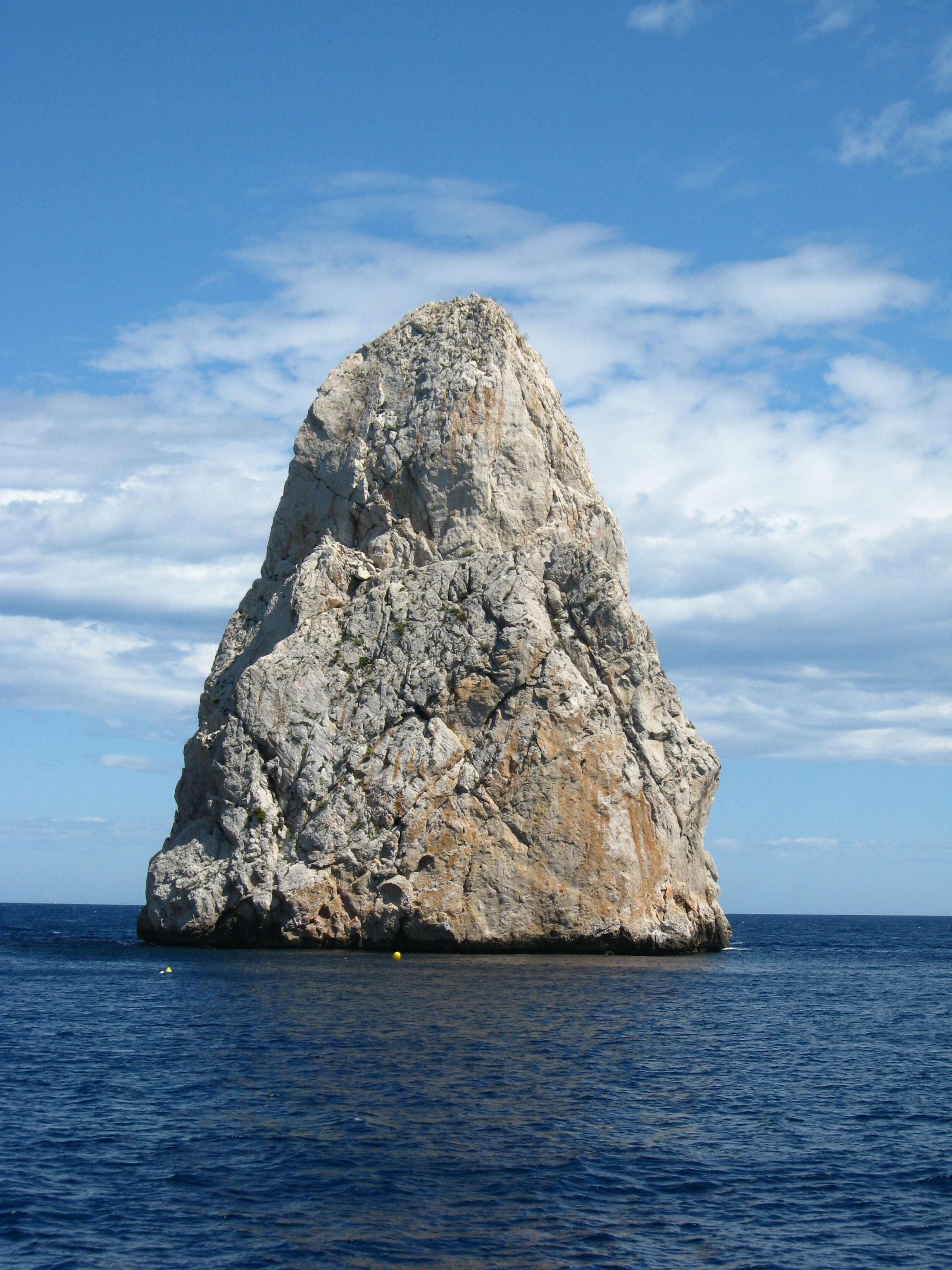
El islote de Carall Bernat, una de las islas Medas en la Costa Brava española, debe su nombre a su apariencia fálica

La antigüedad del término carajo no ofrece dudas, ni tampoco su caracterización vulgar y obscena, patente ya en el primer registro documentado del término en lengua romance -aunque indirectamente- en un privilegio otorgado al monasterio de San Pedro de Roda datado en 982, donde se registra un mons Caralio, cuyo nombre se había evitado algunos años antes en una donación al mismo monasterio, hecha en 974, porque "tiene nombre deshonesto e indecoroso". Este mons Caralio, latinización del nombre local de una roca aún hoy conocida como Puig Carallot, en la zona de Cadaqués, juntamente al islote de El Carallot o Lo Carallot, roca monolítica de 32 metros parte del archipiélago de las islas Columbretes, y con el islote de Carall-Bernat, en las islas Medas, constituye uno de los pocos ejemplos de la preservación explícita del sentido fálico de carall, hoy generalmente transformado en cavall, aún existentes en la topografía de las zonas catalanófonas. Estos carall bernat son siempre picos de forma fusiforme y prominentes en el paisaje, de aspecto fálico. Entre los muchos carall bernat catalanes existe una montaña sagrada en la región de Montserrat que el pudor local, como en otros lados, ya convirtió en Cavall Bernat, término disparatado y sin relación alguna con la realidad oronímica que representa, como forma de disfrazar su carácter "obsceno".
La primera mención del carallo gallego aparece en una de las cantigas del castellano Pedro García Burgalés a mediados del siglo XIII, dedicada a una tal María Negra, mujer ya vieja y enamorada del trovador, que aquí se representaba como sedienta de macho y obligada ahora a comprar miembros viriles, que inmediatamente hacía pedazos por tanto usarlos:

Maria Negra, desventuirada
E por que quer tantas pissas comprar?
Pois lhe na mão non queren durar
E lh´assi morren aa malfa[da]da?
E un caralho grande que comprou,
Oonte ao serão o esfolou,
E outra pissa tem ja amormada.

María Negra, desventurada
¿Por qué quieres comprar tantos nabos?
Pues en la mano no quieren durar
Y así se le mueren a la malhadada?
Y un carajo grande que compró,
Ayer al atardecer lo peló,
y otro nabo tiene ya amuermado.

En la misma época un derivado de caralho ocupa un lugar prominente en una de las piezas del trovador galaico-portugués Martin Soares que versa sobre una doncella en tiempos deshonrada por un personaje de nombre Dom Caralhote (Don Carajote), que decide raptarlo y mantenerlo prendido para siempre por venganza. El nombre de Dom Caralhote, antihéroe traicionero y libertino, parodiaba al personaje arturiano Lanzarote del Lago, cuyas cualidades tenía en proporción inversa. Aunque realza el principal atributo del personaje, genera una comedia burlesca de dobles sentidos: "e a dona cavalgou e colheu i / Don Caralhote nas mãos; e ten, /pois-lo ha preso, ca está mui ben" ("y la mujer cabalgó y cogió allí [aquel] / Don Carajote en las manos; y tiene / pues lo tiene agarrado, ahí está muy bien"); y más adelante, en una clara alusión al órgano sexual femenino y a la promiscuidad de su buena dueña, que ya tantos había tomado antes del infortunado Caralhote:

A bõa dona, molher mui leal,
pois que Caralhote houv'en seu poder,
mui ben soube o que dele fazer:
e meteu-o logu'en un cárcer atal,
u moitos presos jouveron assaz;
Ũa donzela jaz preto d'aquí

La buena señora, mujer muy leal,
pues que Carajote tuvo en su poder,
muy bien supo lo que hacer con él:
y lo metio entonces en una cárcel tal,
donde muchos presos estuvieron ya;
Ũa donzela jaz preto d'aquí

Se registra también el uso, nuevamente antroponímico, del mismo derivado como sobrenome o apodo, en una demanda fechada el 5 de noviembre de 1393, entre Frei Rui Gonçalves dos Campos, comendador de la villa de Dornes, y João Anes Caralhote, vecino de Carril, en el término de dicha villa. El mismo apellido figura registrado también en la zona de Évora en la época medieval.

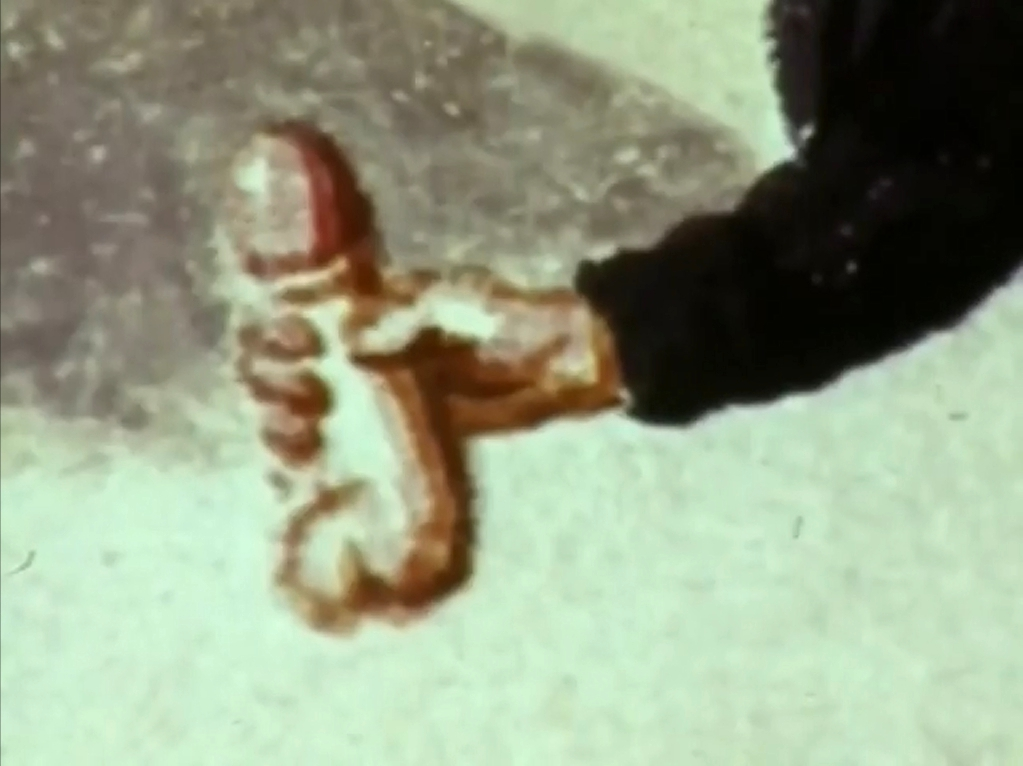
"Carajo de mesa" o "carajo francés", en un manuscrito ilustrado medieval

En 1247, en la documentación del monasterio de Sahagún (provincia de León, España), se registra el uso antroponímico de otro derivado de carajo, en un tal Pedro Carayuelo y, en 1160, el apellido de Sancho Caraylho.
Otro derivado de carallo surge en una cantiga de escarnio de Fernán Esquío, en la segunda mitad del siglo XIII, dedicada a un fraile que llamaban escarajado, el cual, según el trovador, más propiamente debería ser llamado encarajado por tantos hijos e hijas que engendraba.
En otra cantiga del mismo Fernán Esquío se mencionan cuatro carajos franceses y, más adelante, cuatro carajos de mesa, que el trovador envía a una abadesa. Se trata en verdad de consoladores, piezas de origen francés de moda en la Edad Media para uso de las mujeres que no podían o no querían acercarse a los hombres. Según se deduce de la cantiga, estos objetos adornaban los tocadores de las señoras de la época.
Aún el siglo XIII se registra su uso en una de las cantigas del trovador portugués João Garcia de Guilhade dedicada a una tal Doña Ouroana: "mais, cada que quiserdes cavalgar, / mandade sempr[e] a besta chegar / a un caralho, de que cavalguedes." Estêvão de la Guardia, trovador portugués del siglo XIV, también lo usa en una de sus cantigas:

Alá guarde toda prol, en seu seo,
Álvar Rodríguiz, que pos en tomar
daqueste mouro, que non quis guardar
de seu foder, a que tan moço veo;
ca maestr'Alí diz que días ha
que sabe d'Álvar Rodríguiz que ja
fod'este mouro a caralho cheo.
Do que eu quigi, per sabedoría

Allá guarde toda prol, en su seno,
Álvar Rodríguez, que pudo tomar
de este moro, lo que no quiso guardar
de su joder, a que tan mozo veo;
que el maestro le dijo que hacía días
que sabe de Álvar Rodríguez que ya
jode a este moro a carajo lleno.
Do que eu quigi, per sabedoría

En la cancillería de Alfonso V de Portugal figura el uso del término en una carta de perdón regio fechada el 12 de febrero de 1452, y destinada a Tristão Teixeira, capitán del donatario de Machico, por el decreto que le había sido impuesto por los muchos tormentos que había infligido a Diogo de Barradas, porque este "lhe veera a dormir comm hũa sua filha", y a quién "lhe cortara a pissa e os colhõoes e ho bico de hũa orelha, e ho teuera presso por tempo, teendolhe as mãoos atadas", leyéndose más adelante que "nos [el Rey]... querendolhe fazer graça e mercee; teemos por bem e perdoamoslhe a nossa justiça, a que nos o dicto Tristam, per razom do tormento da pisa e caralho e colhõoes e bico dorrelha e aleyjamento de mãaos era theudo".
En 1466, en un documento notarial de la ciudad de Orense, puede leerse: "Juan Telo, notario, vesino da dita çidade, se obligó a pagar a Afonso Lopes, canónigo, quando fose julgado, se morrese o seu mulo do dito Afonso Lopes, por cuanto --- fillo de Catalina Touciña, de Niñodaguia, lle cortou o carallo con un coytelo podadoyro". Es notable que la presencia del término en este texto notarial sobre una querella, refiriéndose directamente al miembro viril fuera del contexto jocoso de las cantigas de escarnio, es excepcional y sin relación con la actividad sexual.
El término figura por primera vez en el castellano hacia 1400 en el Glosario de El Escorial, donde se define androgenus como "onbre que tiene conno et carajo", ermafroditus, por "onbre que tiene pixo et conno", y pleplucium, por "capillo del carajo". El primer registro en la literatura castellana ocurre en la cantiga Dezir a la manera de disfamación de Alfonso Álvarez de Villasandino, que murió hacia 1525, poeta ampliamente representado en el Cancionero de Baena (1545), en la cual se encuentran los siguientes versos:

Señora, pues que no puedo
Abrevar mi carajo
En ese vuestro lavajo

Durante todo este tiempo en que se produjo la poesía trovadoresca, carajo fue usado como término propio para el miembro viril, junto a otros como pissa, miembro, pisso y peça. La clara inclinación hacia el uso de términos cómo caralho y cona presente en la lírica profana galaico-portuguesa, en particular en las cantigas de escarnio y maldecir, denota su fuerte implantación en el lenguaje hablado, así como una inclinación por el "realismo grosero", patente en su uso reiterado en contextos inequívocamente vulgares, permitiendo colocarlos en la categoría de los disfemismos.
La naturalidade con que se hablaba de caralho, carajo o carallo, hasta en documentos públicos, desaparece de la literatura después de la Contrarreforma, pasando desde entonces a ser considerada una expresión obscena, malsonante y de uso coloquial o vulgar. Consecuentemente, el primer diccionario del castellano elaborado por la Real Academia Española no contempla el término.
Sin embargo, este tipo de obscenidad no sería censurada por la Inquisición al no considerarse una obscenidad sexual según los criterios de la moralidad burguesa hoy dominante, la cual estaba más preocupada con actos y palabras que eventualmente pudieran considerarse herejía. Como ejemplo, la Inquisición pasó por alto el poema Senhora Cota Vieira del poeta barroco Gregório de Matos Guerra, sin censurar pasajes repletos de obscenidades como "que ao cono lhe chamais cono / chamais caralho à caralha", pero sí otras obras por contener elementos que alentaban el judaísmo, erasmismo, libertinaje, maquiavelismo o luteranismo.
En la segunda mitad del siglo XVIII, es referido por el Padre Sarmiento en su Catálogo de voces y frases gallegas, cuando se refiere a los diferentes nombres que reciben algunos peces y mariscos. Según él, carallo de rey sería un pez del tamaño y sabor de una faneca, pero muy rojo y colorido, razón por la que tiene un nombre tan obsceno e impúdico. Figura también carallo como nombre dado a la navaja (Solen marginatus), sospechando también que el mismo se aplica al percebe en ciertas zonas de Galicia, cuando dice que "el nombre absoluto, que omití por deshonesto, significa también el pezebre, más siendo tanta la semejanza". El mismo autor recuerda que Nicandro habla de un tal marinum pudendum, observando la antigüedad del uso de designar mariscos con nombres obscenos. Da el ejemplo del mejillón, que lleva el nombre de cona, el coño castellano; por precaución benedictina no se atreve a escribir en castellano, transcribiéndolo en caracteres del alfabeto griego, para así evitar cometer él mismo una obscenidad: dicho molusco presenta en una figura semejante al órgano sexual femenino y de él también salen barbas. Carallete y carallote son términos también recogidos por Sarmiento y que designaban otro tipo de navaja. El padre benedictino apunta asimismo que en San Sebastián existe el carajito de rey, y el carajuelo en Santander.

## Uso moderno
Carajo, como todas las expresiones que se refieren a las partes genitales, pertenece actualmente a un campo del léxico fuertemente tabú, generalmente sujetas la exclamación lingüística y proscritas de la conversación entre gente educada. Entre las expresiones obscenas, carajo es la más conocida; sin embargo, se evita o únicamente se usa en el lenguaje popular y coloquial y su uso se da generalmente de forma encubierta y eufemística, por modificación fonética. En el registro más culto ni siquiera se recurre a estos artificios eufemísticos. 
En el castellano ocurre la sustitución del tabuísmo o disfemismo carajo por eufemismos como caray. En el español de América ocurrió con este término un ejemplo de disfemismo muy interesante: en México, aunque se use con mucha frecuencia carajo como elemento expresivo, manteniendo su carácter injurioso, el término ya no pertenece al léxico erótico y ha perdido el concepto tabú original.
En la lengua portuguesa el término mantiene el primitivo carácter concreto y de un erotismo obsceno y provocador que se evidencia en el poema Elixir do pajé (1875) de Bernardo Guimarães: "Que tens, caralho, que pesar te oprime / que assim te vejo murcho e cabisbaixo, / sumido entre essa basta pentelheira, / mole, caindo pela perna abaixo?", donde el uso de términos como caralho, inscritos en un lenguaje vulgar y "bajo", constituyó un argumento primordial para la exclusión del poema del canon romántico. Lo mismo ocurre en la obra O Medo de Al Berto: "Nervokid sepulta o sexo na areia, volta-se repentinamente, aponta o caralho ao sol e vem-se.", donde la crudeza de las palabras es usada para expresar y hasta rehabilitar una actitud provocadora y marginal, no contemplada en los cánones culturales dominantes de la época.  El valor de la expresión obscena en la literatura deriva, así, de la transgresión de una prohibición social y busca el erotismo en el placer de transgredir aquello que está prohibido.
La evocación al carajo en el idioma portugués puede hacerse a través de algún otro término que rime con la palabra, como frangalho, o cualquier palabra que comience con ca(r), como ca(r), caraças, catano o catatau. Otro eufemismo frecuente, carago!, expresión exclamativa derivada del castellano carajo, tiene un uso más tolerado gracias al efecto atenuador que los extranjerismos toman al equipararse a las palabras del vocabulario erótico de la lengua materna.
En la lírica brasileña contemporánea, el uso de caralho y otras palabrotas ocupa, dentro de la poesía erótica, un lugar destacado, visible en la producción presente en las diversas antologías del género y en el espacio que se le dedica en las revistas literarias especializadas. Dada la tradicional conexión del uso de la expresión obscena a la vileza y a la injuria pura y simple, su utilización para fines eróticos y artísticos en la literatura erótica constituye una actitud innovadora que sigue una tradición que viene de los primordios de la propia literatura, presente ya en la Antigüedad clásica en obras como la Antología Palatina.

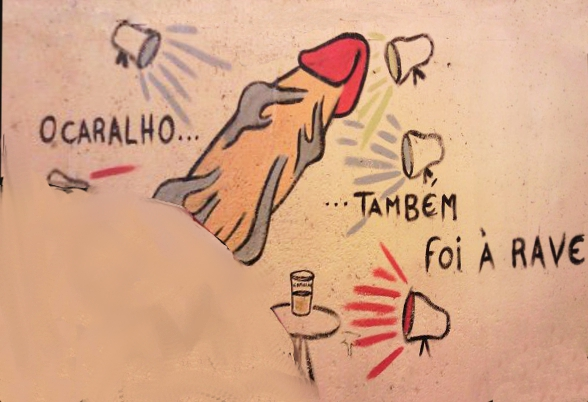
Grafiti humorístico sobre el carajo en una pared en Portugal

### Diversidad semántica
La vitalidad del término carajo y de sus equivalentes es de tal orden que desde hace muchos años circulan panfletos, inclusive impresos, titulados "Apologia del carajo", "carallo" o "caralho", según la lengua, en los cuales se describen los diversos significados y usos de la palabra, especialmente en la versión gallega, que es donde el uso de carajo parece haber tenido un mayor desarrollo. Sobre ello escribió jocosamente el antropólogo español Xabier Vila-Coia: "Si hay una palabra en la lengua que identifique al ethos gallego esa es carallo. Son tantas las expresiones en las que se emplea que podríamos decir, sin miedo a errar, que el hombre gallego es una especie de carajo andante".
Según estas publicaciones, el término sirve tanto para designar extrañeza, emoción, estupor, amenaza, cantidad grande o escasa de algo, imitando las variaciones del miembro viril según las circunstancias. El poeta uruguayo Francisco Acuña de Figueroa, de antepasados gallegos, consigue meter en sus versos hasta setenta y tres significados diferentes de carajo en el poema Apología y Nomenclatura del Carajo.
A pesar de ser malsoante, la palabra se presta de modo perfecto para servir de válvula de escape en los momentos de tensión, rabia y desesperación. Carajo fue, según cuenta Luis Perú de Lacroix en su Diario de Bucaramanga, la expresión favorita de Simón Bolívar. Los días de la infausta convención de Ocaña, al referirse a ciertas personas que consideraba culpables de la disolución de la Gran Colombia, decía: "¡Esos carajos!". Persuadido de que había "arado en el mar" y sintiendo la tempestad caer sobre su cabeza, paseaba solo, cabizbajo, con las manos detrás de la espalda, diciendo frecuentemente "¡Carajo! ¡Carajo!".
Estos panfletos buscaban demostrar la riqueza de la propia lengua al mostrar los significados y los usos de la palabra carajo según la propia idiosincrasia o el carácter popular de cada lengua, del genio popular y de la visión del mundo peculiar que cada una de ellas dice poseer, aunque en este caso los usos sean muy parecidos. Algunas particularidades importantes, sin embargo, no aparecen en los panfletos, como el hecho de que aquello que en gallego es excelente y de buena calidad es caralludo, mientras que en castellano es cojonudo. No existe el término gallego colloúdo ni tan poco el castellano carajudo. De igual manera en gallego, cuando se quiere expresar aflicción, no se tocan los cojones, sino el carajo, y no solo se toca, sino que también se rasca, aunque con el sentido de no hacer nada. Cuando se quiere expresar desprecio a algo o alguien se usa en castellano "Me importa un cojón/tres cojones", mientras que el gallego usa carallo para tal fin. Asimismo, cuando se quiere expresar perplejidad en gallego se usa ¡Manda carallo!, donde se constata que donde el gallego pone el carajo, el castellano pone los cojones. Cuando algo marcha bien, se dice en gallego que Saíume de carallo, mientras que en castellano se usa Me salió de cojones. Sin embargo, la valentía o falta de ella se expresa tanto en castellano como en gallego con no tener cojones o collóns, y lo mismo ocurre en el portugués con não ter colhões o não ter tomates. Esta preferencia de una lengua por carallo y de la otra por cojón puede ser señal de diferencias de profundidad entre ambas.

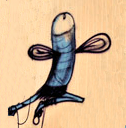
Grafiti de un caralho-de-asas en Tucuruvi, São Paulo, Brasil

### Caralho-de-asas
En Brasil, el caralho, en la calidad de órgano genital masculino, se transformó en el mito del caralho-de-asas, que puede traducirse como "carajo con alas". El mito difiere según el narrador. De este modo, en una versión de narrativa masculina, el caralho-de-asas se define como la entidad responsable de un embarazo de paternidad desconocida, mientras que en una narrativa en grupo femenino, la referencia al caralho-de-asas toma la forma de advertencia a las mozas para que no se bañen en ríos y pantanos y no duerman "desprevenidas", es decir, sin ropa interior.
El mito del caralho-de-asas parece reminiscente de la leyenda griega de Leda y el cisne según la cual Zeus, convertido en cisne, mantuvo relaciones sexuales con la ninfa Leda, que concibió a los gemelos Castor y Pólux. El mito entró por la iconografía urbana, ya documentada en ciudades como Río de Janeiro y Recife, y está presente también como personaje de cómic en revistas de crucigramas y enigmas destinadas al público masculino, donde toma el nombre de "passaralho".